# Thomas Hardy, I baronetto
Sir Thomas Masterman Hardy (Dorset, 5 aprile 1769 – Greenwich, 20 settembre 1839) è stato un ufficiale britannico della Royal Navy.
Prese parte alla battaglia di Capo San Vincenzo del febbraio 1797, alla battaglia del Nilo (1798) dell'agosto 1798 ed alla battaglia di Copenaghen dell'aprile 1801 nel corso delle guerre rivoluzionarie francesi. Fu capitano di bandiera dell'ammiraglio Lord Nelson, e comandò la HMS Victory nella battaglia di Trafalgar dell'ottobre 1805 durante le guerre napoleoniche. Nelson fu colpito da un proiettile mentre passeggiava sul ponte con Hardy, e morendo disse, rivolto a lui, la famosa frase "Baciami, Hardy". Hardy divenne primo lord del mare nel novembre 1830, e come tale rifiutò di diventare membro del Parlamento ed incoraggiò l'introduzione di navi da guerra a vapore.

## Gioventù
Nato secondogenito di Joseph Hardy e Nanny Hardy (Masterman da nubile) in una casa di tipo Kingston Russell a Long Bredy (o secondo alcune fonti a Winterborne Saint Martin), Hardy si arruolò nella marina a bordo della brigata HMS Helena il 30 novembre 1781 come aiuto del capitano, abbandonandola nell'aprile del 1782 per iscriversi alla Crewkerne Grammar School nel 1782. Durante la sua permanenza a scuola, il suo nome fu riportato sui registri della HMS Seaford e della HMS Carnatic.

## Mediterraneo e Nelson
Dopo essersi imbarcato con fatica sulla HMS Hebe il 5 febbraio 1790 come cadetto, si trasferì sulla HMS Tisiphone con il capitano Anthony Hunt, per poi seguirlo nel maggio 1793 anche sulla HMS Amphitrite con la quale navigò nel mar Mediterraneo. Hardy operò a Marsiglia e Tolone, ed il 10 novembre 1793 fu nominato sottotenente della HMS Meleager con il capitano Charles Tyler.
Nel giugno 1794 il comando della Meleager passò al capitano George Cockburn. Cockburn passò alla HMS Minerve nell'agosto 1796, e Hardy lo seguì, raggiungendo velocemente il grado di primo tenente. Horatio Nelson, allora commodoro, si trasferì sulla Minerve nel dicembre 1796. Durante un viaggio verso Gibilterra ci fu lo scontro del 19 dicembre 1796, in cui la Minerve e la compagna HMS Blanche affrontarono due fregate spagnole obbligando alla resa la Santa Sabina. I tenenti Hardy e Culverhouse furono imbarcati sulla Santa Sabina con un equipaggio composto da marinai di leva, prima di riprendere il viaggio verso Gibilterra. Prima che la notte fosse finita, Nelson incrociò una flotta spagnola e riuscì a fuggire solo quando Hardy condusse gli spagnoli lontano dalla Minerve, combattendoli fino a venire disalberati e catturati. Hardy e Culverhouse furono scambiati quasi immediatamente per il capitano della Santa Sabina, Don Jacobo Stuart, e si imbarcarono di nuovo sulla Minerve a Gibilterra il 9 febbraio 1797.
Con due navi nemiche lanciate all'inseguimento, Cockburn ordinò di issare più vele. Durante questa operazione un marinaio cadde fuori bordo. Fu calata una scialuppa con all'interno Hardy per la ricerca del marinaio scomparso. Quando le navi nemiche si avvicinarono velocemente, Cockburn ritenne prudente la ritirata, ma Nelson assunse il comando gridando "Per Dio, non perderò Hardy, ammainate quella mezzana!". Questo confuse gli spagnoli, permettendo ad Hardy di fare ritorno alla nave.

## Nomina a comandante ed il Nilo
Hardy rimase sulla Minerve fino al maggio 1797 quando, dopo una vittoriosa missione di cui era incaricato, fu promosso master and commander della corvetta HMS Mutine appena catturata. Sotto al comando di Hardy, la Mutine si unì ad uno squadrone del capitano Thomas Troubridge che aveva conosciuto con Nelson a Toulon nel giugno 1798, con il quale trovò Napoleone Bonaparte in Egitto distruggendone la flotta francese nella battaglia del Nilo dell'agosto 1798. Il capitano di bandiera di Nelson, Edward Berry, fu inviato in patria con dei dispacci, ed il 2 ottobre 1798 Hardy fu promosso capitano della nave ammiraglia di Nelson, la HMS Vanguard al posto di Berry.
Nel dicembre 1798 la HMS Vanguard trasportava re Ferdinando IV e l'ambasciatore britannico sir William Hamilton con la moglie Emma da Napoli alla Sicilia. Hardy non approvò che Lady Hamilton avesse cercato di prendere le difese di un marinaio, e lo fece frustare due volte, per la mancanza e per aver chiesto aiuto alla lady. Nelson trasferì la propria bandiera sulla HMS Foudroyant l'8 giugno 1799, portando Hardy con sé. Nel giugno 1799 la flotta principale, guidata da Foudroyant, sbarcò marines a Napoli per sostenere il rovesciamento della Repubblica Napoletana permettendo la restaurazione del regno di Ferdinando. Il 13 ottobre 1799 Hardy lasciò il comando della Foudroyant a Edward Berry, e si trasferì sulla HMS Princess Charlotte facendo ritorno in Inghilterra.

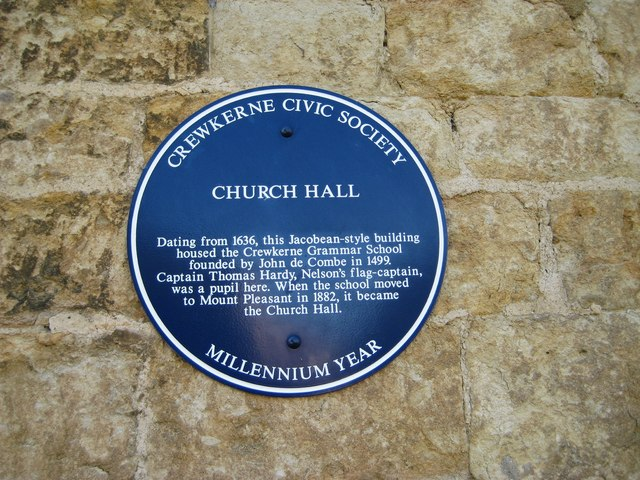
Targa blu che commemora l'antico utilizzo della Church Hall di Crewkerne come Crewkerne Grammar School, scuola in cui studiò anche Hardy

## Baltico e Copenaghen
Dopo un anno passato a terra, Hardy si recò al porto di Plymouth nel dicembre 1800 per assumere il comando della HMS San Josef, appena riattata. Si trasferì poi sulla HMS St George divenendo nuovamente capitano di bandiera di Nelson nel febbraio 1801. Nelson fu nominato secondo in comando della flotta del Baltico, incaricata di obbligare alla ritirata i danesi della Lega dei neutri. La notte del 1º aprile 1801 Hardy fu imbarcato su una nave per raccogliere informazioni sulla flotta danese ormeggiata. La nave di Hardy rimase lontana troppo tempo, per cui non partecipò alla battaglia di Copenaghen del giorno seguente. Quanto fatto da Hardy si dimostrò molto utile. Le sole due navi finite in secca, la HMS Agamemnon e la HMS Bellona, erano guidate da persone locali che non avevano seguito la rotta consigliata da Hardy. Hardy rimase capitano di bandiera del nuovo comandante della flotta, il viceammiraglio Charles Pole, fino all'agosto 1801, quando assunse il comando della HMS Isis.

## Campagna del Mediterraneo e delle Indie Occidentali
Nel luglio 1802 Hardy fu nominato a capo della HMS Amphion, che dopo aver imbarcato il nuovo ambasciatore britannico a Lisbona fece ritorno a Portsmouth. Nelson si trovava a Portsmouth, impegnato ad issare la propria bandiera sulla HMS Victory nel maggio 1803. La nave non era però pronta, per cui si trasferì sulla Amphion e salpò verso il mar Mediterraneo. Nelson e Hardy alla fine si trasferirono entrambi sulla Victory il 31 luglio 1803 nei pressi di Tolone. Hardy non fu solo capitano di bandiera di Nelson, ma ne fu anche capitano della flotta in modo non ufficiale. La flotta di Nelson continuò ad assediare Tolone fino all'aprile 1805, quando i francesi fuggirono venendo inseguiti fino alle Indie Occidentali e ritorno. Dopo una breve sosta a Spithead tra il 20 agosto ed il 14 settembre 1805, salparono per Cadice dove giunsero il 29 settembre 1805.

## Trafalgar

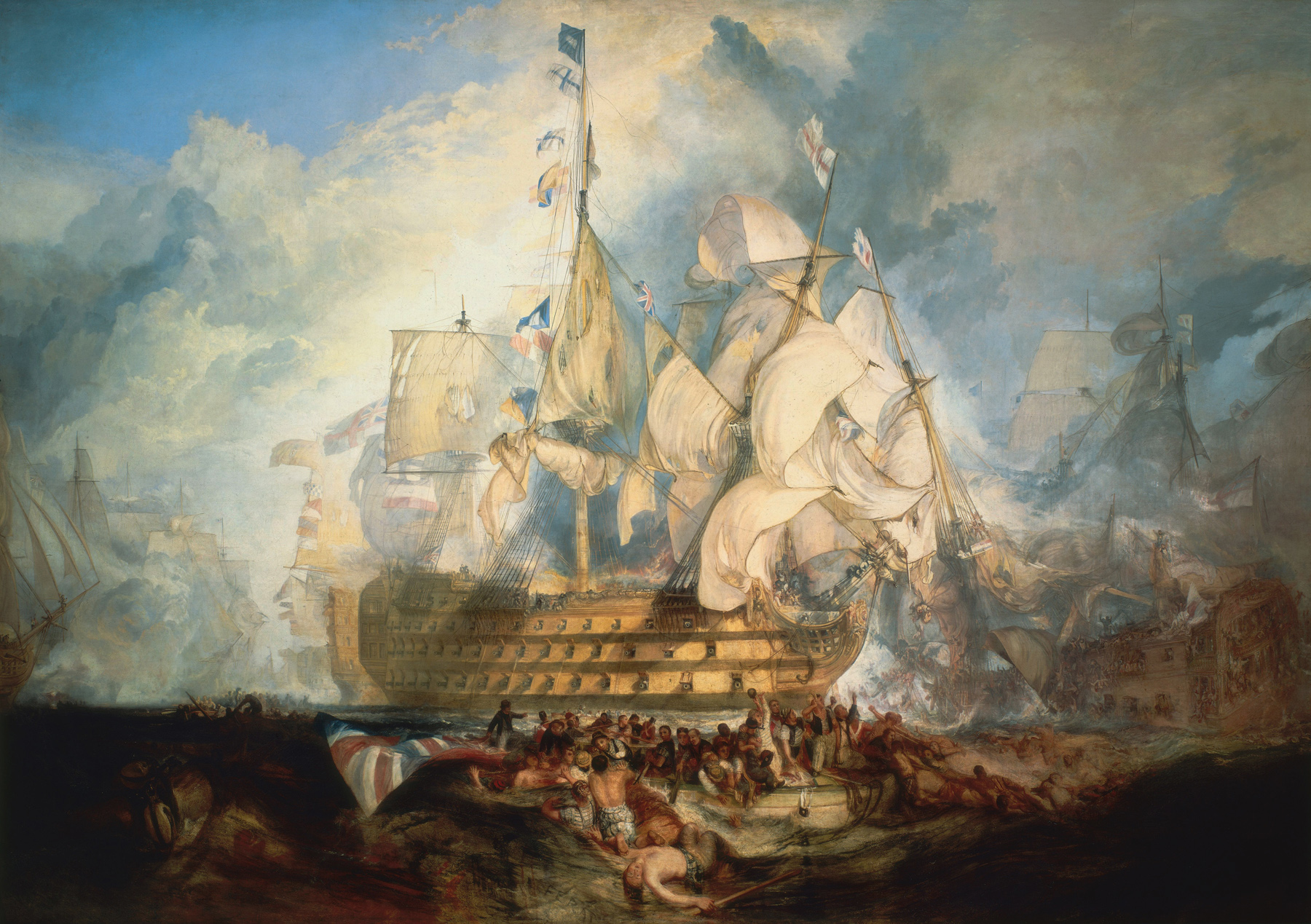
La battaglia di Trafalgar di William Turner (olio su tela, 1822–1824) raffigura le ultime tre lettere del famoso messaggio "England expects that every man will do his duty" che sventola sulla Victory

Quando la Victory si avvicinò alle linee nemiche la mattina del 21 ottobre 1805, essa, a capo della colonna, finì sotto il fuoco nemico ed Hardy chiese a Nelson di trasferirsi su un'altra nave meno esposta, ma Nelson rifiutò. Ad un certo punto una scheggia colpì la fibbia della scarpa di Hardy, e Nelson disse: "È un lavoro troppo rischioso Hardy, per durare a lungo". Hardy si trovava con Nelson quando verso la fine della battaglia fu colpito, ed i due conversarono molto prima della morte di Nelson. Hardy riuscì a dire a Nelson che 14 o 15 navi britanniche erano state colpite, e Nelson rispose che avrebbe "patteggiato per 20". Nell'ultimo scambio di parole, Nelson ricordò ad Hardy di ancorare la flotta. Nelson disse "prenditi cura della mia cara Lady Hamilton, Hardy, prenditi cura della povera Lady Hamilton. Baciami, Hardy", e le sue ultime parole furono "Dio ti benedica, Hardy". La Victory si diresse a Gibilterra, dove giunse il 28 ottobre 1805 per le riparazione e arrivò a Portsmouth il 5 dicembre 1805. Qui il corpo di Nelson, preservato in un barile di rum, fu trasferito a bordo dello yacht Chatham di George Grey col quale sarebbe giunto a Greenwich. Hardy portò uno degli striscioni durante la processione funebre di Nelson il 9 gennaio 1806.

## Ultimi comandi
Hardy fu nominato baronetto il 29 gennaio 1806 e nel maggio 1806 gli fu assegnato il comando della HMS Triumph ancorata presso la North American Station. Mentre si trovava in Nuova Scozia sposò Anna Louisa Berkley, figlia del suo comandante in capo sir George Cranfield Berkeley. Quando l'ammiraglio Berkley fu mandato a Lisbona, Hardy lo seguì come capitano di bandiera della HMS Barfleur. Hardy divenne commodoro della marina portoghese nel 1811.
Nell'agosto 1812 ad Hardy fu assegnato il comando della HMS Ramillies, con la quale si diresse in Nordamerica allo scoppio della guerra anglo-americana. L'11 luglio 1814 Hardy, con la sua nave ammiraglia, aiutò il tenente colonnello Andrew Pilkington, guidò altre quattro navi da guerra conducendo 2000 uomini del 102º reggimento di fanteria ed una compagnia di artiglieria contro Fort Sullivan. La difesa statunitense, 70 regolari e 250 milizie, si arrese senza combattere. Hardy e Pilkington lo dichiararono suolo britannico, assieme a Eastport ed alle vicine isole. Ai locali fu chiesto un giuramento di fedeltà alla corona britannica o l'abbandono della zona. Due terzi giurarono e in 500 partirono. Nelle poche settimane in cui rimase, Hardy divenne amico dei locali, guadagnandosi rispetto e popolarità. La successiva missione di Hardy, il bombardamento di Stonington del 9–11 agosto, fu invece una disfatta. Il cannoneggiamento della Royal Navy incendiò 20 edifici, uccidendo un cavallo ed una pecora, mentre i resoconti citano 21 caduti e 50 feriti tra i britannici. Il 2 gennaio 1815 Hardy fu insignito del titolo di Cavaliere commendatore dell'Ordine del Bagno.
Nel luglio 1816 gli fu dato il comando dello yacht reale HMS Princess Augusta e, essendo stato promosso commodoro, divenne comandante in capo della South America Station, issando la propria bandiera sulla HMS Superb ad agosto del 1819, durante una missione tesa ad impedire agli spagnoli di interferire con la neonata repubblica di Messico, Colombia e Argentina.

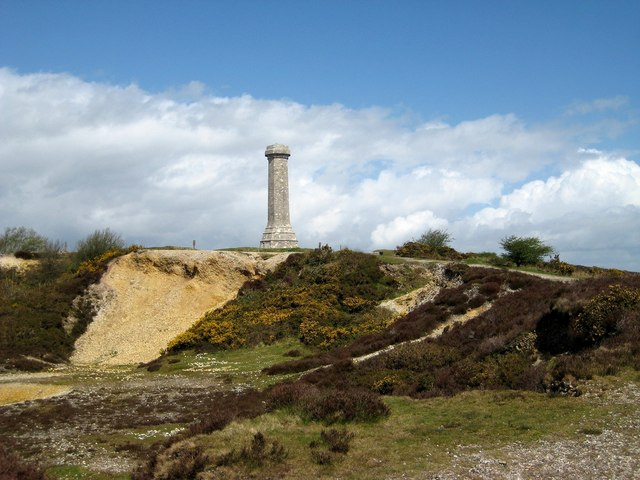
Monumento dedicato ad Hardy a Blackdown Hill, nel Dorset

## Ufficiale di bandiera
Promosso retroammiraglio il 27 maggio 1825, Hardy issò la propria bandiera sulla HMS Wellesley con la quale scortò 4000 soldati a Lisbona, dove avrebbero aiutato a sedare la rivoluzione condotta nel dicembre 1826 dallo zio della regina di otto anni. In seguito gli fu assegnato il comando di uno squadrone sperimentale nella Manica, per cui si trasferì dalla HMS Sybille alla HMS Pyramus, prima di sbarcare per l'ultima volta il 21 ottobre 1827. Hardy divenne Primo lord del mare durante il ministero di Grey nel novembre 1830, per poi essere promosso Cavaliere di Gran Croce dell'Ordine del Bagno il 13 settembre 1831. Da Primo lord del mare rifiutò di diventare deputato, e sostenne l'introduzione di navi da guerra a vapore. Diede le dimissioni nell'agosto del 1834 per diventare governatore del Greenwich Hospital. Hardy fu promosso viceammiraglio il 10 gennaio 1837, e morì a Greenwich il 20 settembre 1839. È sepolto nel mausoleo dell'ex ospedale, oggi diventato Old Royal Naval College. Il suo baronato si estinse con la sua morte.

## Famiglia
Il 17 novembre 1807 Hardy sposò Louisa Emily Anna Berkeley, figlia dell'ammiraglio George Cranfield Berkely, e da lei ebbe tre figlie:
1. Louisa Georgina Hardy, nata il 7 dicembre 1808 e morta nel 1875 (67).
2. Emily Georgina Hardy, nata il 30 dicembre 1809, sposò nel 1850 William Pollett Brown Chatteris,[50]. Morì nel 1887 (78).
3. Mary Charlotte Hardy, nata il 20 marzo 1813, sposò nel 1833 sir John Atholl Murray Macgregor. Morì nel 1896 (83).